# Бон Вийерс
Ле Бон Вийерс (на френски: Les Bons Villers) е селище в Югозападна Белгия, окръг Шарлероа на провинция Ено. Населението му е около 8900 души (2006).

## Известни личности
Родени в Бон Вийерс
- Жан Дювийозар (1900 – 1977), политик